# Laennecia altoandina
Laennecia altoandina là một loài thực vật có hoa trong họ Cúc. Loài này được (Cabrera) G.L.Nesom mô tả khoa học đầu tiên năm 1990.